# Ґрунтовтома
Ґрунтовтома, ґрунтостомлення — порушення біоенергетичного режиму ґрунтів та різке зниження урожайності сільськогосподарських культур внаслідок їх беззмінного вирощування або частого повернення на попереднє поле сівозміни, що призводить до погіршення якісного стану ґрунтів, накопичення у ґрунтах специфічних хвороботворних мікроорганізмів та насіння бур'янів.
Явище ґрунтовтоми не спостерігається в природних незайманих біогеоценозах. Воно є типовою ознакою антропогенної трансформації едафотопів. Ґрунтовтома притаманна перш за все одновидовим штучним фітоценозам тривалої експлуатації і проявляється не лише в сільському господарстві, а й у садівництві.
Із ґрунтовтомою пов'язане поняття виснаження (збіднення) ґрунтів — збіднення їх на елементи мінерального живлення, органічні речовини, мікробіоту та інші чинники родючості.
Ґрунтовтома, яка обумовлена біологічними факторами, найбільше проявляється в умовах повторних посівів озимої пшениці, цукрових буряків, люпину жовтого, конюшини, ячменю. Урожай озимої пшениці зменшується вже при першому повторному посіві, конюшина зріджується на другому році використання, зниження врожаю цукрових буряків помітне при насиченні сівозміни цією культурою понад 25 %. У зв'язку з частими посівами люпину жовтого і кормового в грунтах нагромаджується стільки фузаріозної інфекції і рослини так сильно уражуються гниллю коріння, що надалі неможливо одержувати задовільний врожай старих, традиційних сортів цієї культури (протягом 7–10 років і довше).
При ґрунтовтомі знижується конкурентоспроможність культурних рослин порівняно до бур'янів щодо використання вологи, живлення та освітлення.
До найбільш ґрунтовиснажуючих культур відносять кукурудзу, соняшник, ріпак та сою. Їх частка у посівах по всій Україні зросла на 2,7 % з 2017 по 2020 роки. Тепер ці культури займають більше половини посівних площ, що становить 40 % всіх с/г земель.

## Причини ґрунтовтоми
Основною причиною ґрунтовтоми є використання монокультури в сівозміні, що в результаті призводить до:
1. одностороннього винесення елементів живлення;
2. порушення структури та фізико-хімічних властивостей ґрунту, особливо при довготривалому вирощуванні просапних культур;
3. розвитку фітопатогенної мікрофлори, яка посилюється при беззмінній культурі;
4. однобічного розвитку деяких груп мікрофлори ґрунту за рахунок інших груп;
5. посиленого розмноження бур'янів та шкідників;
6. порушення рН;
7. нагромадження фітотоксичних речовин у ґрунті.
8. порушення сольового балансу грунту, зокрема за рахунок надмірного або недостатнього внесення добрив[5].

Внесення лише мінеральних добрив прискорює прояв ґрунтовтоми.
Перевірка ґрунту на ґрунтовтому проводиться:
1. за аналізом його фізичних властивостей, водного і повітряного режимів, фізико-механічних властивостей;
2. за аналізом фізико-хімічних і агрохімічних властивостей ґрунту;
3. за складом водних і повітряних екзаметаболітів у ґрунті і рослинах;
4. з використанням біотесту рослин і мікроорганізмів, окремих біохімічних реакцій.

## Ступені ґрунтовтоми
Виділяють три ступені ґрунтовтоми: низька (схожість 76 % і вище); середня (від 50 до 75 %); висока (49 % і нижче). Тривале утримання грунту без рослинності також підвищує її токсичність. Низьким ступенем ґрунтовтоми вирізняються поля після чистого пару, а також поля, у яких попередником були кукурудза і картопля. Середній рівень ґрунтовтоми виявлено на полях, де беззмінно вирощували буряки цукрові, а попередником було жито. Високий рівень ґрунтовтоми встановлено після беззмінного вирощування пшениці озимої, а також тоді, коли попередником був горох.

## Заходи, щодо зменшення ґрунтовтоми
Застосування науково обґрунтованих сівозмін усуває можливість поширення «ґрунтовтоми», накопичення збудників хвороб будь-якої культури.
При використанні соняшнику як монокультури спостерігається виніс елементів живлення (в основному азоту). Щоб цього не відбувалося пропонують вирощувать його в 5-польній сівозміні інтенсивного типу (чорний або зайнятий пар, озима пшениця, соя, кукурудза на зерно, соняшник), з використанням мінеральної та органомінеральної систем добрива. Після збирання соняшнику зменшення вмісту в грунті нітратного азоту і калію не спостерігалося, вміст фосфору в орному шарі змінювався незначно.
Для того щоб уникнути виснаження грунту, необхідно компенсувати винос елементів живлення, неминучий при відчуженні товарної частини врожаю.
Для зменшення ґрунтовтоми рекомендують використовувати сидерати.